# London – Liebe des Lebens?
London ist ein Film des US-amerikanischen Regisseurs Hunter Richards aus dem Jahre 2005. Die Hauptrolle spielte Chris Evans, die Titelrolle Jessica Biel. Das Drehbuch wurde ebenfalls von Hunter Richards verfasst.

## Handlung
Ort der Handlung ist Manhattan. Syd ist mit dem ihm bis dato unbekannten Bateman, anscheinend ein Kontakt eines Freundes, verabredet, um Kokain von ihm zu kaufen. Die zwei treffen sich in einer Bar und setzen sich anschließend in Syds Auto, um den Deal abzuwickeln. Syd lädt Bateman zu einer Party ein und überredet ihn schließlich mitzukommen.
Es handelt sich um die Abschiedsparty seiner Exfreundin London, die offenbar zu ihrem neuen Freund nach Los Angeles ziehen will. Syd wusste nichts davon und ist auch nicht auf die Party eingeladen. Trotzdem fährt er zusammen mit Bateman hin.
Die Party findet in der Wohnung von Rebeccas Eltern statt. Rebecca ist eine Freundin von London.
Als Syd und Bateman eintreffen, gehen sie direkt ins Badezimmer, um zu koksen.
Eine fast halbstündige dialoglastige Szene beginnt, die sich ausschließlich im Badezimmer abspielt. Wechselnd tauchen Nebendarsteller auf und verschwinden wieder. Der rote Faden sind sowohl die Drogen, die scheinbar von den meisten Partybesuchern konsumiert werden, als auch das Gespräch zwischen Bateman und Syd. Dieses Gespräch geht auf die Drogen und auf sexuelle Vorlieben ein. Es ist sehr emotional, von Gefühlsausbrüchen geprägt. Im Laufe des Gespräches erzählt Syd Bateman von seinem Leid, nicht mehr mit London zusammen zu sein, und Bateman offenbart, dass er unter Impotenz leidet. Charakteristisch ist der Ausspruch Batemans gegen Ende des Films: „Das beste Gespräch hast du immer mit einem Fremden“, womit er meint, dass das tiefgehende Gespräch zwischen ihm und Syd ein erfüllender gegenseitiger Austausch war. Dieses Zitat wurde auch als Untertitel für die deutsche DVD-Fassung gewählt.

## Kritik
Lexikon des internationalen Films: „Dialogreicher, sich tief schürfend gebender, aber an der Oberfläche verharrender Erstlingsfilm, der kaum zum Kern der Dinge vorstößt.“